# Span (группа)
SPAN — норвежская рок-группа, образованная в 2000 году из остатков двух других групп, Explicit Lyrics и Squid. Самопровозглашённая как «Норвежские турбо-рок-н-ролльные коммандос», группа состояла из Ярла Бернхофта (вокал и гитара), Фритьофа Нильсена (гитара и бэк-вокал), Вемунда Ставнеса (бас) и Фредрика Валлумрёда (ударные и бэк-вокал). Когда Ставнеса покинул коллектив в 2003 году, его заменил Ким Нордбек.
С 2002 по 2004 год SPAN провели большую часть гастролей в Норвегии и Великобритании, а также некоторое время выступали в США. Всего группа продала более 55 000 альбомов по всему миру.
В августе 2005 года SPAN объявили, что берут перерыв на неопределённое время. В сообщении на их веб-сайте в то время говорилось, что группа «больше не разделяет общей мечты и амбиций» и что они «решили положить этому конец, пока мы всё ещё лучшие друзья». В конце 2023 года группа объявила о воссоединении в Rockefeller Music Hall в феврале 2024 года, через двадцать лет после выпуска своего дебютного альбома.

## Discography

### Albums
| Альбом                                                                           | Пиковая позиция |
| Альбом                                                                           | NOR             |
| -------------------------------------------------------------------------------- | --------------- |
| Mass Distraction - Год релиза: 2003 - Record label: Island Records               | 5               |
| Vs. Time - Год релиза: 2005 - Record label: Johnny Nowhere / Universal / Mercury | 4               |

### Синглы
| Year | Single                                                                  | Peak positions | Album            |
| Year | Single                                                                  | NOR            | Album            |
| ---- | ----------------------------------------------------------------------- | -------------- | ---------------- |
| 2001 | «Missing in Stereo»                                                     | —              | Mass Distraction |
| 2002 | «On My Way Down» b/w «Stuck In The Middle»                              | —              | Mass Distraction |
| 2002 | «Baby’s Come Back»                                                      | —              | Mass Distraction |
| 2003 | «Papa»                                                                  | —              | Mass Distraction |
| 2003 | «Found» b/w «Crash & Burn» and «Mental Surgery»                         | 14             | Mass Distraction |
| 2004 | «Don’t Think the Way They Do» b/w «Odour Eleven» or «Dive Motherf*cker» | 11             | Mass Distraction |
| 2004 | «Stay As You Are»                                                       | —              | Mass Distraction |
| 2005 | «Cut Like Diamonds»                                                     | 2              | Vs. Time         |
| 2005 | «The Outside»                                                           | —              | Vs. Time         |

### EP
- 2002: Baby’s Come Back EP

«Baby’s Come Back», «On My Way Down», «Found», «Always Ends» (non-album track), «Thunder Blues» (non-album track)
- 2005: Cut Like Diamonds EP

«Cut Like Diamonds», «Psycho Killer» (non-album track), «Dive Down With Me» (non-album track), «Peaceful» (live)

### Другие записи
- 2005: «Parasite» (from Gods of Thunder: Norwegian Tribute to Kiss)